# Johann Streitberger

Johann Streitberger – Bildnis aus der Chronik der Stadt Hof; alter Kupferstich nach einem farbigen Original im ältesten Kirchenbuch der Stadt

Wappen des Johann Streitberger, Rekonstruktion nach handschriftl. Nachtrag im Alten Siebmacher und zwei kleinen schmückenden Wappen auf einem farbigen Porträt von J. St.

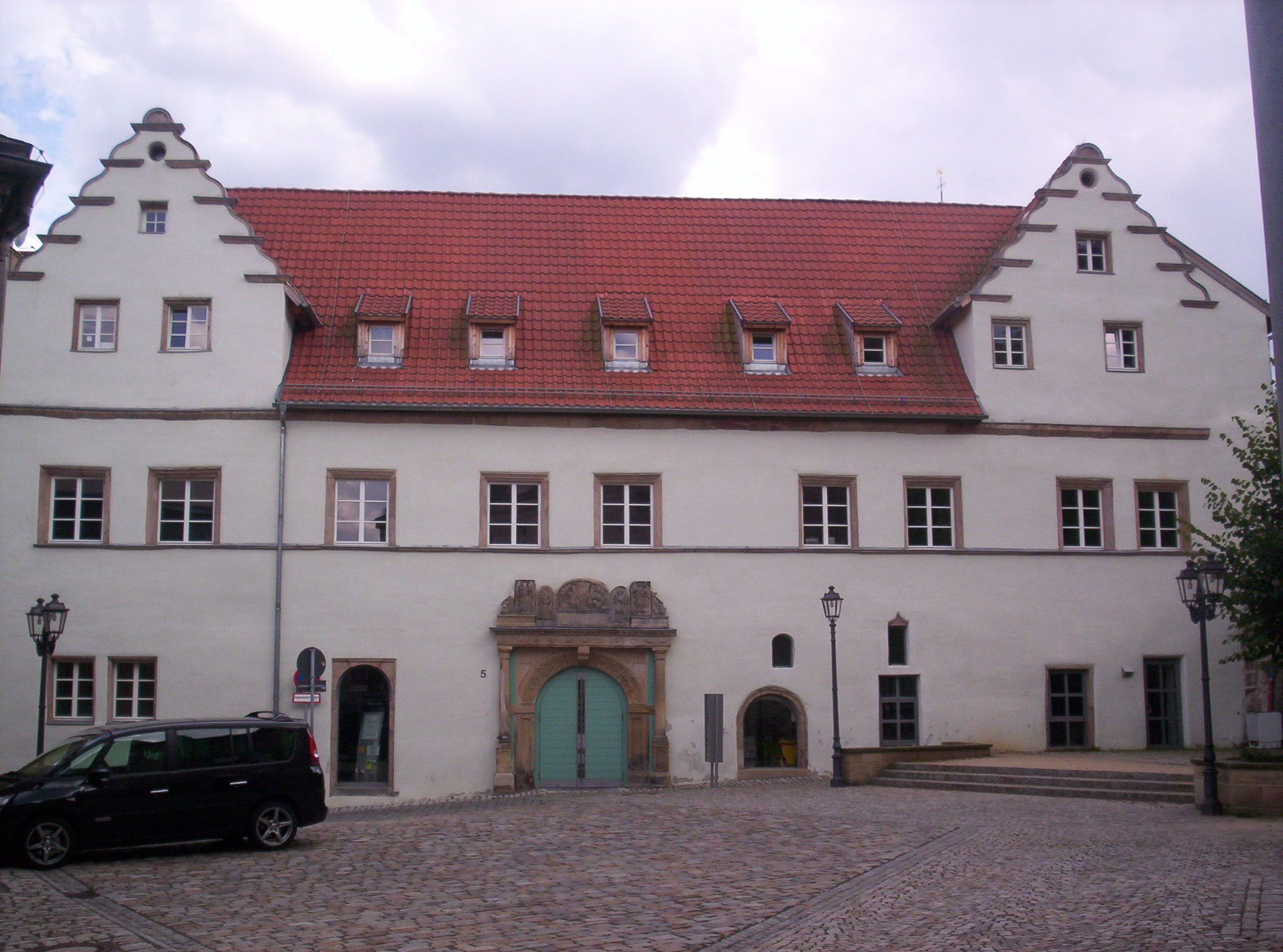
Kulmbacher Burggut Waaggasse 5, wiederaufgebaut und bewohnt von Johann Streitberger

Johann Streitberger (* 5. November 1517 in Hof (Saale); † 20. April 1602 in Kulmbach) war ein deutscher Theologe.

## Zusammenfassung
1532 immatrikuliert in Wittenberg, 1538 Baccalaurius, 1542 Magister, Diakon und Rektor in Naumburg an der Saale (1538–1546), Heirat um 1542 in Naumburg, Rektor in Braunschweig bis 1548, Rektor in Hof, Stadtprediger und Spezial-Superintendent in Hof 1552, General-Superintendent und Präsident des fürstlichen brandenburgischen Konsistoriums in Kulmbach 1567, Emeritus Magister Dr. Theol. der Universität Jena 9. Februar 1574, wurde 85 Jahre alt.

## Leben
Johann Streitberger wurde in Hof an der Saale als Sohn des Bürgers Paulus Streitberger am 5. November 1517 geboren und war Zögling der alten Pfarrschule bei St. Michael unter Magister Nikolaus Medler. Johann folgte seinem vertriebenen Lehrer ins Exil und unterrichtete dessen Kinder. In Naumburg wurde er 1538 als Diakon von Bischof Nikolaus von Amsdorf installiert, 1543 nach dem Abgang Loeners dortselbst Prediger. Mit Medler ging er nach Braunschweig und wurde Rektor des neu errichteten Pädagogiums.
Der Magistrat zu Hof trug zunächst dem Superintendenten Medler, Streitbergers Schwiegervater, die Bitte vor, diesen für die Übernahme des Rektorats an der neuen Schule zu gewinnen. Auf dessen Zusage erfolgte die Vocation Streitbergers am Dreikönigstag 1548. Dieser trat sein Amt mit dem Titel gymnasiarcha scholae inspector an und hielt bereits am 18. März 1548 seine Antrittsrede im Gymnasium. Mit Jacob Schlemmer (* um 1505 in Gochsheim, † 1580 in Hof), der den Titel rector beibehielt, nun jedoch die Funktion eines conrectors ausübte, „begründete er in Gemeinsamkeit und ungestörter Eintracht unter Mitwirkung auch anderer Kollegen unsere Schule, ... und brachte sie mit Gottes Hilfe wieder zur Blüte.“
Am 10. Juli 1552 wurde er zum „Prediger bei St. Michael“ ernannt, nachdem er am 30. Juni 1552 den Eid geleistet hatte. Die Schulinspektion behielt er bei.
Geistlichen erteilte er Unterricht in der Abfassung theologischer Abhandlungen. Seine Tätigkeit trug ihm wie Medler den Namen lumen urbis Curiae (Licht der Stadt Hof) ein. 1554 war er mit dem Burggrafen Heinrich IV. von Plauen im Feldlager zu Schmeilsdorf und wurde von diesem „sein Pfarrer zu Hof“ genannt. Nach dem Markgräflerkrieg und der Zerstörung der Hofer Vorstadt mit dem Hospital samt Kirche weihte er 1558 das wieder aufgebaute Hospital ein. Im gleichen Jahr wurde ihm die neue Hofer Superintendentur übertragen. Während der Zeit von 1561 bis 1564 hatte er die erste allgemeine Visitation der zu seiner Superintendentur gehörenden Kirchen und Schulen durchzuführen. Zuerst gab er 1561 ein Gesangbuch unter dem Titel Geistliche Lieder und Kirchengesänge, so bey der christl. gemein zum Hoff auf etliche Fürnebste Fest gebräuchlich heraus. Während der Visitation erhielt er am 5. November 1563 den Ruf zu einer Professur an der Universität Straßburg, den er ebenso ausschlug wie eine Vocation zur Universität Königsberg in Preußen. Im Jahre 1563 erschien im Druck Investitur der Pfarrherren in der Superintendents Hoff.
Durch die wiederholten Bitten der Räte auf dem Gebirg, namentlich durch das dringende Schreiben vom 8. August 1566 ließ sich Streitberger überreden, den Ruf als Konsistorialpräsident und Erster Generalsuperintendent in der Residenzstadt Kulmbach anzunehmen. Am 28. Dezember 1566 weihte er noch das neue Hofer Rathaus ein. Am Sonntag Judica 1567 hielt er seine Abschiedspredigt; am 19. März 1567 erfolgte der Umzug nach Kulmbach.
Am 4. April 1570 unterschrieb er mit den Superintendenten Thiel, Kulmbach; Bloch, Bayreuth; Pancratius, Hof und Stratius (Strötz), Wunsiedel, die Konkordienformel. Der Landesfürst Georg Friedrich übertrug ihm bald darauf die Organisation des gesamten Kirchenwesens im Fürstentum Kulmbach (1572). 1574 erwarb er in Jena die theologische Doktorwürde, nachdem er sich noch einem Examen unterzogen und eine Predigt über Exodus 33 über das Amt der Kirchendiener gehalten hatte.
Am 29. November 1576 wollte er sein Amt niederlegen; doch erteilte der Fürst dafür keine Genehmigung. 1586 fiel er beim Markgrafen in Ungnade. Die Berufung zum Abt von Heilsbronn vom 20. Oktober 1601, die ihn erkennen ließ, dass man ihn in der Residenzstadt für überflüssig hielt, lehnte er unter Hinweis auf sein hohes Alter und seine Kränklichkeit ab.
Streitberger bewohnte das Kulmbacher Burggut, heute Waaggasse 5, von 1572 bis zu seinem Tode. Am 20. April 1602 starb Streitberger in Kulmbach und fand in der Petrikirche seine letzte Ruhestätte.
Johann Streitberger war mit Rebekka Elbel aus Joachimstal verheiratet und hatte 15 Kinder, 75 Enkel und 30 Urenkel.
Sein Wappen: roter Schild, auf einem silbernen Berg stehend ein bärtiger Geharnischter; in der Rechten ein Schwert, in der linken einen Hammer haltend. Gekrönter Helm; Helmzier: derselbe Geharnischte; rekonstruiert nach Siebmacher, Bürgerliche 4. Teil S. 40 Tafel 48 Nr. 2.

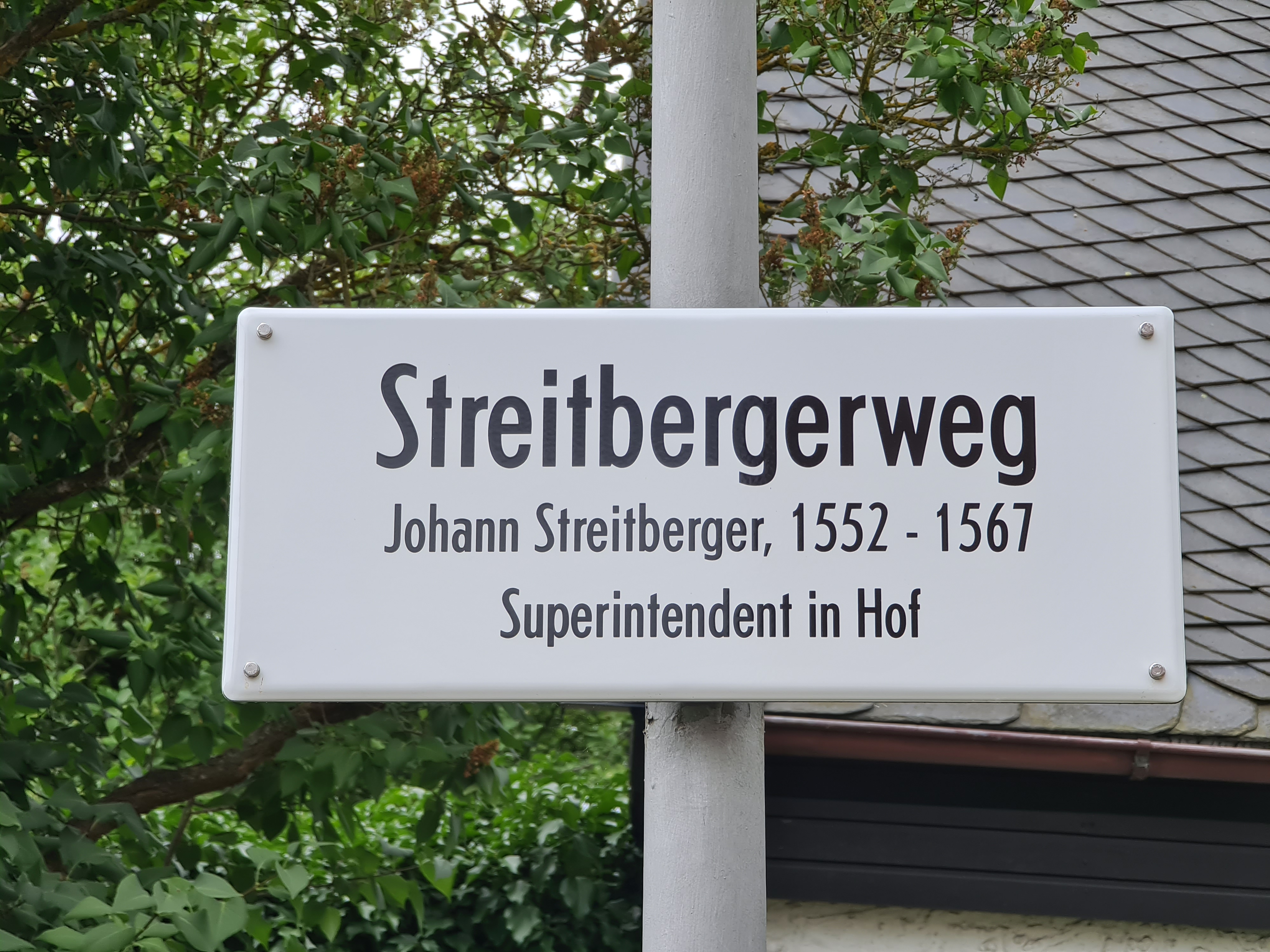
Infotafel zu Streitberger im Streitbergerweg

Zu Ehren Streitbergers befindet sich im Nordwesten Hofs der Streitbergerweg, der mit dem Murringweg im Norden und der Lutherstraße im Süden verbunden ist.